# Bomolochus concinnus
Bomolochus concinnus är en kräftdjursart. Bomolochus concinnus ingår i släktet Bomolochus och familjen Bomolochidae. Inga underarter finns listade i Catalogue of Life.